# 達妮埃拉·烏爾賓
達妮埃拉·烏爾賓（德語：Daniela Ulbing，1998年2月27日—），奧地利單板滑雪運動員，她代表奧地利隊參加了中國舉行的2022年冬季奧林匹克運動會，並且在女子平行大迴轉比賽上獲得銀牌。